# KG Studio (бразильский лейбл)
Шаблон:Infobox record label
KG Studio (также известная как KG Network) — независимый бразильский музыкальный лейбл и креативное объединение, работающие в жанрах рэп, трэп и альтернативный поп.

## История
KG Studio была основана для сотрудничества с артистами бразильской городской сцены. С первых лет деятельности использовались цифровые платформы, такие как YouTube, Spotify, Groover и Twitch.
В 2020 году лейбл участвовал в выпуске трека Sonhos исполнителя VMZ при участии Matuê.

## Ассоциированные артисты
- VMZ
- MC Choice
- Другие независимые исполнители бразильской рэп и поп-сцены[4][5]

## Деятельность и услуги
KG Studio занимается звукозаписью, дистрибуцией музыки на стриминговых сервисах, промо-кампаниями и сотрудничеством с музыкальными инфлюенсерами.

## Деятельность в киберспорте
KG Studio представлена в киберспорте под брендом KG Network. Команда участвует в соревнованиях по Counter-Strike: Global Offensive и Valorant на национальном и международном уровне.

## История
Лейбл был создан для сотрудничества с артистами бразильской городской сцены. С первых лет деятельности использовались цифровые платформы, такие как YouTube, Spotify, Groover и Twitch.
В 2020 году KG Studio участвовала в выпуске трека Sonhos исполнителя VMZ при участии Matuê. Композиция получила внимание в социальных сетях и на стриминговых сервисах.

## Ассоциированные артисты
- VMZ
- MC Choice
- Другие независимые исполнители бразильской рэп и поп-сцены[3][4]

## Деятельность и услуги
KG Studio занимается звукозаписью, дистрибуцией музыки на стриминговых сервисах, промо-кампаниями и сотрудничеством с музыкальными инфлюенсерами.

## Деятельность в киберспорте
Помимо музыкальной сферы, KG Studio представлена в киберспорте под брендом KG Network. Команда участвует в соревнованиях по Counter-Strike: Global Offensive и Valorant на национальном и международном уровне.